# Artur da Tavola
Artur da Tavola, soprannome di Paulo Alberto Moretzsonh Monteiro de Barros (Rio de Janeiro, 3 gennaio 1936 – Rio de Janeiro, 9 maggio 2008), è stato un politico, scrittore e giornalista brasiliano.
Fu senatore e deputato federale per lo stato di Rio de Janeiro, incarichi da lui svolti entrambi per due mandati, nonché Assessore alla Cultura durante il mandato di Cesar Maia. Fu uno dei fondatori del PSDB.
Il soprannome era un omaggio a re Artù e ai Cavalieri della Tavola Rotonda.

## Biografia
Era figlio di Paulo Moretzsohn Monteiro de Barros e Magdalena Koff. Suo nonno materno, André Koff, era siriano, immigrato in Brasile nel 1900 e stabilitosi a Garibaldi, nel Rio Grande do Sul: con altri siriani svolse un ruolo importante nel commercio e nella vita sociale di quella città. Da parte di padre discendeva dalla celebre famiglia Monteiro de Barros, rappresentante dell'aristocrazia brasiliana e presente nella politica e nell'amministrazione del paese sin dall'epoca coloniale. Era inoltre pronipote di Romualdo José Monteiro de Barros, barone di Paraopeba, e di José Cesário de Miranda Ribeiro, visconte di Uberaba.
Dopo aver conseguito la laurea in legge presso la Pontifícia Università Cattolica di Rio de Janeiro, esercitò per un periodo la professione legale. Iniziò a far politica attiva nel 1960, iscrivendosi al PTN, nello stato di Guanabara. Due anni dopo fu eletto deputato costituente per il PTB. Nel 1964, con l'avvento della dittatura militare, egli lasciò il Paese e visse in Bolivia e in Cile tra il 1964 e il 1968. Diventò uno dei fondatori del PSDB e il leader del gruppo PSDB nell'assemblea costituente del 1988, quando difese i cambiamenti nelle concessioni delle stazioni televisive per permettere la creazione di canali legati alla società civile. Nello stesso anno si candidò senza successo a sindaco di Rio de Janeiro. Assunse poi la presidenza del PSDB tra il 1995 e il 1997. Fu deputato federale dal 1987 al 1995 e senatore dal 1995 al 2003. Nel 1999 minacciò la sua uscita  dal PSDB dopo che il presidente peruviano Alberto Fujimori, accusato di crimini contro l'umanità, era stato ricevuto con tutti gli onori da parte di Fernando Henrique Cardoso; tuttavia non lasciò mai il partito. Nel 2001 fu segretario alla Cultura per nove mesi a Rio.
Come giornalista pubblicò articoli ed editoriali su vari quotidiani e riviste. Lavorò anche a Rádio Roquette-Pinto, fino a diventarne direttore. Diede alle stampe diversi libri, con prefazioni scritte da personaggi come Fernanda Montenegro, Pedro Bial, Carlos Vereza e Betty Faria.
Condusse un programma su TV Senado incentrato sulla musica classica ed erudita. Alla fine di ogni puntata si congedava sempre dicendo: "La musica è vita interiore, e chi ha una vita interiore non soffrirà mai la solitudine". Il suo compositore preferito era Antonio Vivaldi, di cui presentò Le quattro stagioni nella sua versione integrale, eseguita dall'Orchestra Filarmonica di Berlino. 
Morì per una malattia cardiaca a 72 anni.